# 城关镇 (高台县)
城关镇，是中华人民共和国甘肃省张掖市高台县下辖的一个乡镇级行政单位。

## 行政区划
城关镇下辖以下地区：
新建东村社区、人民东路社区、医院西路社区、人民西路社区、长征路社区、新建南村社区和国庆村。